# Порт Хайфи
Порт Хайфи (івр. נמל חיפה) є найбільшим в Ізраїлі з трьох великих міжнародних морських портів, включаючи порт Ашдода та порт Ейлата. Він має природну глибоководну гавань, яка функціонує цілий рік і обслуговує як пасажирські, так і торгові судна. Це один з найбільших портів в східній частині Середземного моря за обсягом перевезень і обслуговує понад 29 млн тонн вантажів на рік. У порту працює понад 1000 осіб і цей показник збільшується до 5000, коли круїзні судна швартуються в Хайфі. Порт Хайфи розташований на північ від центру Хайфи на узбережжі Середземного моря і тягнеться на 3 кілометри вздовж берега. Він вміщує військові, промислові, комерційні об'єкти, а також обслуговує пасажирські круїзні рейси.

## Історія

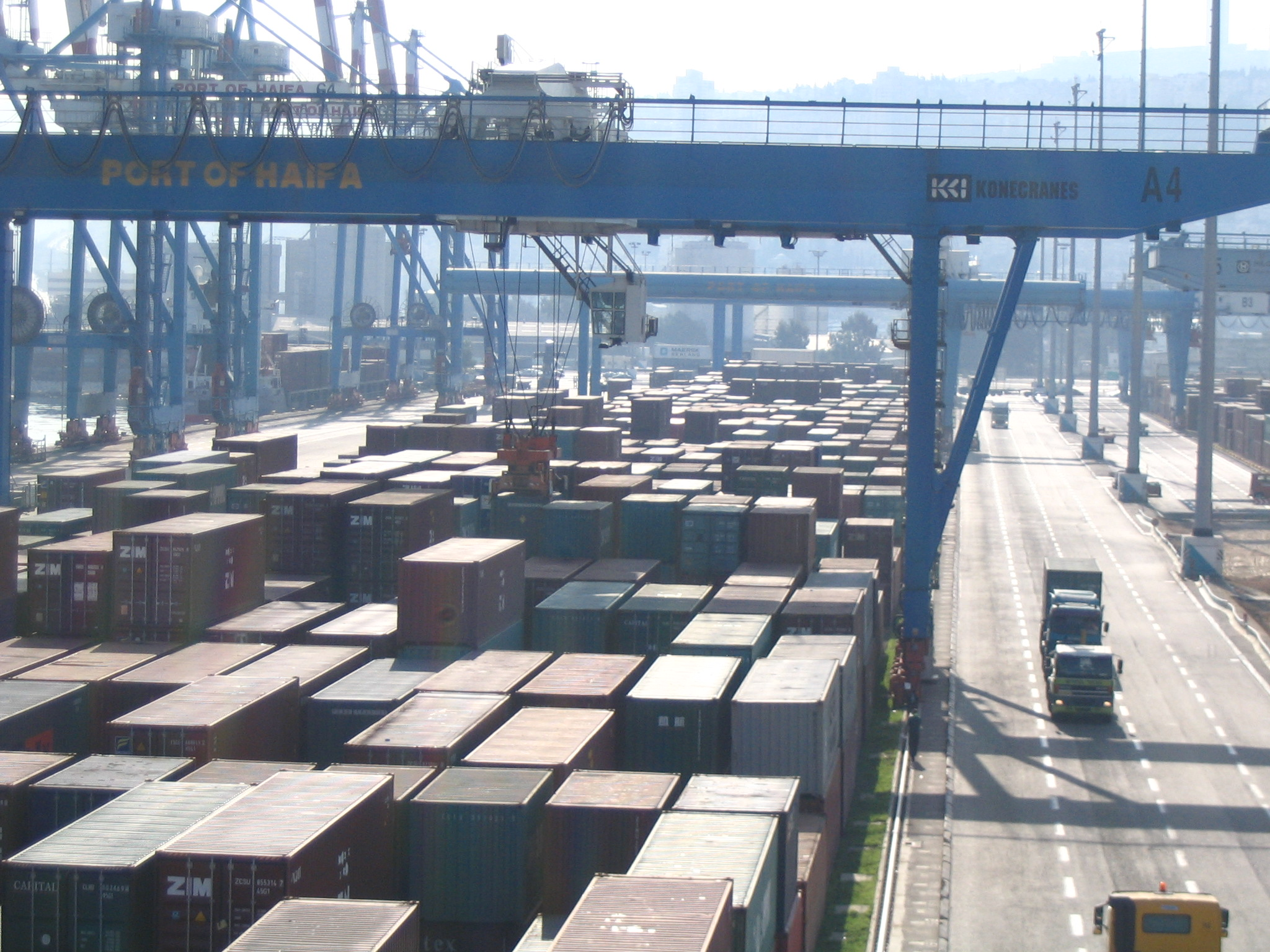
Контейнери в порту Хайфи.

Хайфська затока була притулком для мореплавців з стародавніх часів. Коли хрестоносці завоювали Хайфу в 1100 році, вона стала важливим містом і основним портом для Тиверіади, столиці Галілеї. Порт прийшов в занепад під час Мамлюкского правління, і отримав репутацію піратського лігва у 18 столітті.[джерело?]
До початку 20-го століття, в Акко знаходився головний порт регіону. Однак, порт зрештою став забиватися мулом, і був не в змозі приймати великотоннажні судна. Першою людиною, що зрозуміла величезні можливості порту в Хайфі був Теодор Герцль, батько політичного сіонізму, який у 1902 році написав пророчий опис міста в книзі AltNeuland. Будівництво порту почалося в 1922 році і його офіційно відкрив 31 жовтня 1933 р. Генерал-лейтенант сер Артур Варіс, британський Верховний комісар Палестини. Завдяки порту Хайфа отримала економічне піднесення, а в 1936 році в місті було понад 100 000 жителів. Порт був воротами для тисяч іммігрантів в Ізраїль після Другої Світової Війни. Оскільки західні кордони Ізраїлю проходять узбережжям Середземного моря, а східні кордони закриті арабськими сусідами, порт Хайфи служив найважливішим шлюзом до інших частин світу і допоміг Ізраїлю розвивати економічну потужність. Сьогодні порт обслуговує пасажирські і вантажні перевезення в галасливому мегаполісі, як Теодор Герцль і напророчив понад сто років тому.
В порту Хайфи мали місце дві корабельні аварії з людськими жертвами. Катастрофа Патрії у 1940 році коли загинуло 267 осіб і аварія Шеллі у 2007 році де загинули двоє.

## Об'єкти

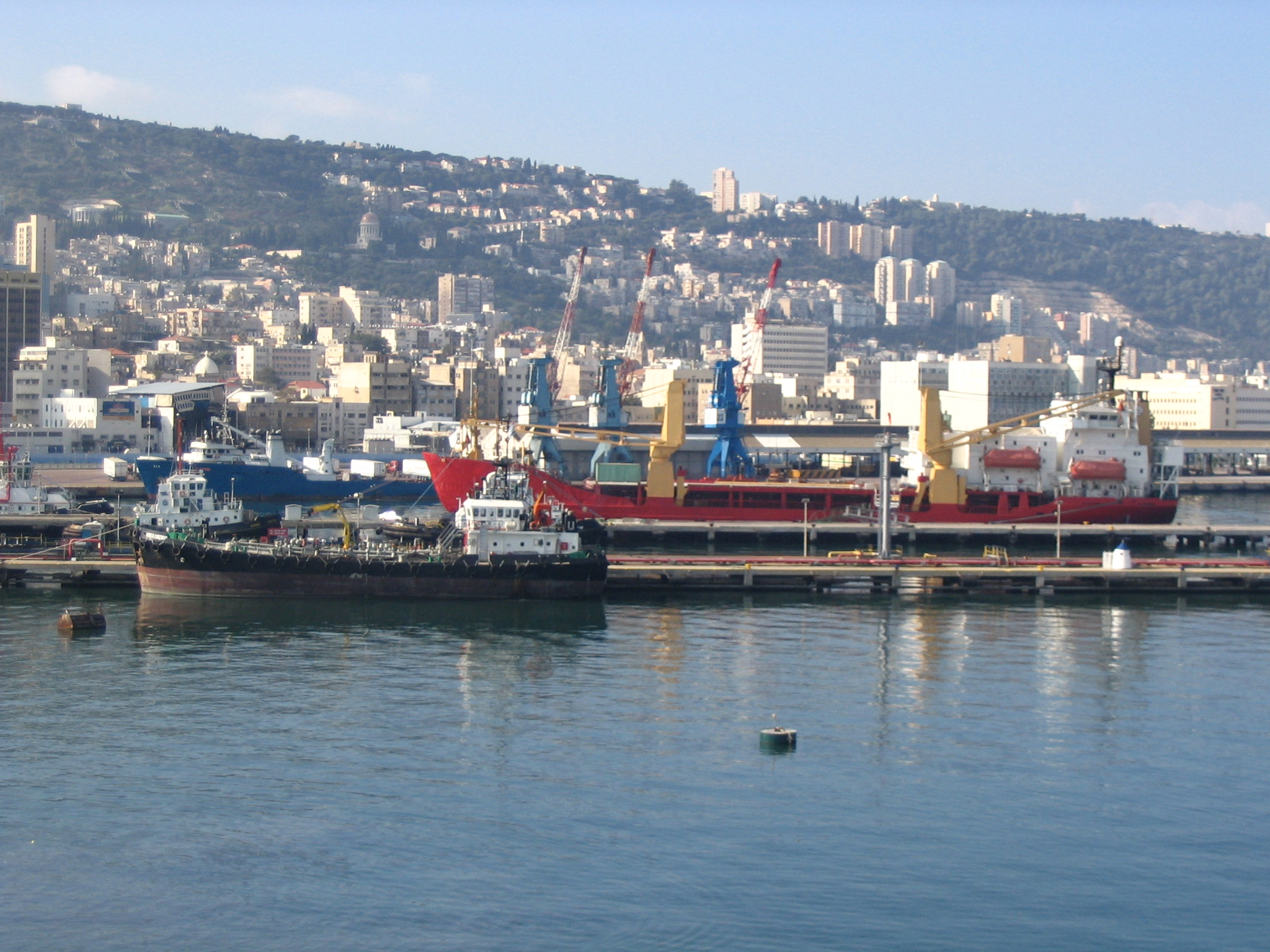
Порт Хайфи, вид з гавані.

В порту Хайфи розташовано багато вантажних терміналів і він може обслуговувати декілька суден одночасно. Залізничний вантажний термінал в порту використовується для транспортування вантажів по всій країні. Порт також має пасажирський термінал, риболовецький причал, яхт-клуб, спортивну марину і хімічний термінал. У 2010 році порт розпочав перший етап програми розширення під назвою "Порт Кармель", який передбачав будівництво нового вантажного термінала з 700-метровим причалом, що здатний приймати контейнеровози місткістю до 14000 TEU,, а також відкриття додаткового 250-метрового причалу плюс розширення службових підтримок та складських приміщень. Нові об'єкти дозволять розширити щорічну пропускну здатність до 500 000 TEU. Будівництво нового терміналу вартістю NIS1.8 млрд (приблизно $500 млн) зайняло п'ять років.
У 2017 році порт обробив близько 29 мільйонів тонн вантажів, включаючи 1,34 млн TEU, а також 140054 пасажирів.
Порт обслуговує об'єкти для шостого флоту США.

### Ізраїльські Верфі
Компанія Ізраїльські верфі розташована поблизу порту Хайфи і здійснює складні ремонти суден. Компанія також оперує приватним портом, який у 2017 році обслужив приблизно 3 мільйони тонн вантажів.

### Пасажирський термінал
На території порту знаходиться сучасний пасажирський термінал для обслуговування круїзних і поромних пасажирів. В терміналі знаходиться зона очікування, магазин безмитної торгівлі, сувенірні крамниці, кафе, лічильник відшкодування ПДВ, обмін валюти, безкоштовний бездротовий доступ в інтернет, паркінг, а також інші послуги для мандрівників.
На території поблизу терміналу для пасажирів доступні транзитні пересадки на громадський транспорт. Центральна залізнична станція Хайфи знаходиться поруч з терміналом і обслуговує близько 200 пасажирських потягів 24 години на добу у будні дні, що прямують в Хайфський регіон і за його межі. Також біля залізничної станції знаходяться зупинки автобусів і стоянки таксі. У декількох хвилинах ходьби знаходиться станція Кармеліту Кікар Париж, з якої легко дістатися до вершини гори Кармель.

## Розширення
Новий термінал будується ізраїльськими будівельними компаніями "Аштром" і "Шапір". Його планується відкрити в 2021 році. На початковому етапі термінал буде здатний обробляти 800000 TEU щорічно і в майбутньому планується розширення терміналу додатково на 700000 ТЕU.

## Зовнішні посилання
1. ↑  Blau, Uri (28 червня 2007). Radius of destruction. Haaretz. Архів оригіналу за 23 липня 2008. Процитовано 19 квітня 2018.
2. ↑  Troops on Guard as Britain Opens Harbor of Haifa. Chicago Daily Tribune. 1 листопада 1933. с. 24. Архів оригіналу за 1 жовтня 2007. Процитовано 24 серпня 2007.
3. ↑  Samuels, Gertrude (21 серпня 1949). From Munich to Haifa: Journey Into the Light; For present-day Israeli immigrants, the trip is a dawn of hope after many years of dark tragedy. The New York Times. Процитовано 24 серпня 2007.
4. ↑  https://shipsmonthly.com/news/israel-welcomes-first-14000-teu-ship-at-haifa-port/ ShipsMonthly: Israel welcomes first 14,000 TEU ship at Haifa Port
5. ↑  Tourist Gateway. Port of Haifa. Архів оригіналу за 3 серпня 2014. Процитовано 14 червня 2014.